# Оберндорф ам Лех
Оберндорф ам Лех (њем. Oberndorf am Lech) општина је у њемачкој савезној држави Баварска. Једно је од 43 општинска средишта округа Донау-Рис. Према процјени из 2010. у општини је живјело 2.378 становника. Посједује регионалну шифру (AGS) 9779196.

## Географски и демографски подаци
Оберндорф ам Лех се налази у савезној држави Баварска у округу Донау-Рис. Општина се налази на надморској висини од 407 метара. Површина општине износи 19,4 km². У самом мјесту је, према процјени из 2010. године, живјело 2.378 становника. Просјечна густина становништва износи 123 становника/km².

## Међународна сарадња
| Мјесто     | Држава  | Врста сарадње | Од    |
| ---------- | ------- | ------------- | ----- |
| Костермано | Италија | партнерство   | 1989. |
| Извор      |         |               |       |